# Cunibertoides nigripatagiata
Cunibertoides nigripatagiata är en fjärilsart som beskrevs av Boris Ivan Balinsky 1991. Cunibertoides nigripatagiata ingår i släktet Cunibertoides och familjen mott. Inga underarter finns listade i Catalogue of Life.